# Goephanomimus
Goephanomimus es un género de escarabajos longicornios de la tribu Acanthocinini.

## Especies
- Goephanomimus albopunctatulus Breuning, 1957
- Goephanomimus flavopictus Breuning, 1957
- Goephanomimus vagepictus Breuning, 1957